# Развилка (Московская область)
Разви́лка — посёлок в Ленинском городском округе Московской области России.

## География
Расположен на землях Лесопаркового защитного пояса Москвы. С северо-западной стороны граничит с районами Орехово-Борисово Южное и Зябликово ЮАО Москвы, с восточной — с деревней Ащерино, с западной — с посёлком Совхоза им. Ленина, а с северной и северо-восточной — с лесопарком юго-восточного Спецлесхоза Москвы. Посёлок застроен многоэтажными жилыми домами типовых и индивидуальных серий. В рамках муниципальной программы развития территории поселения планируется строительство нового жилого комплекса «Новая Развилка». Ожидалось, что к 2021 на участке 18 гектаров будет построено 11 монолитных 17-этажных домов и объекты инфраструктуры. Фактически на сентябрь 2023 года достроен только один дом, ещё два строятся.
Расположен близ пересечения Каширского шоссе и МКАД. Посёлок образован в 1947 году. Название связано с газопроводом Саратов — Москва, разветвляющимся на месте основания.

## История
До 2006 года посёлок входил в Картинский сельский округ Ленинского района, а с 2006 до 2019 года в рамках организации местного самоуправления был административным центром муниципального образования Развилковского сельского поселения Ленинского муниципального района.
С 2019 года входит в Ленинский городской округ.

## Население
| 1979 | 2002  | 2006  | 2010  | 2021    |
| ---- | ----- | ----- | ----- | ------- |
| 6986 | ↗8773 | ↗9794 | ↘9778 | ↗14 788 |

## Инфраструктура

Карта Развилки

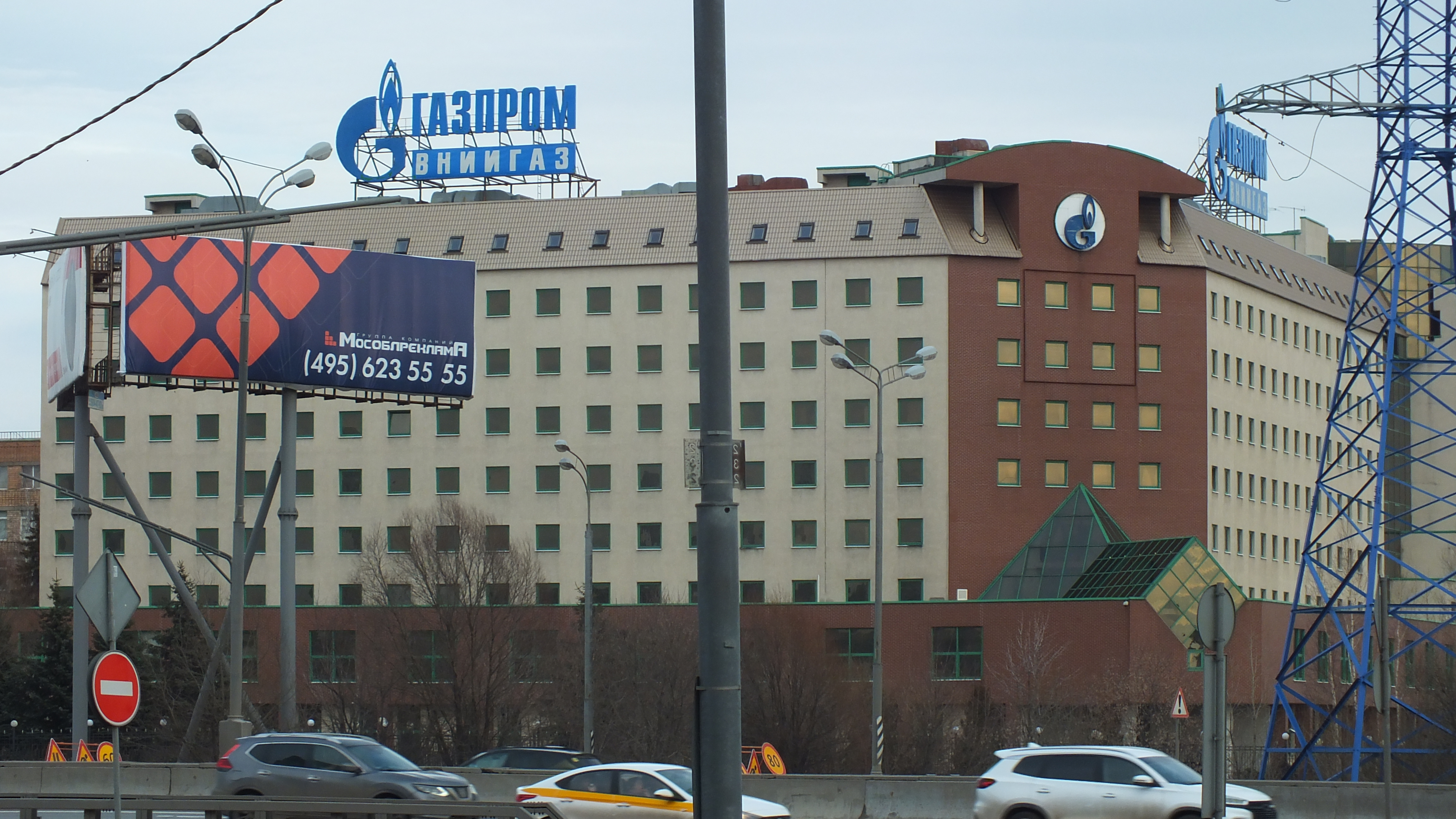
«Ворота Развилки», ВНИИГаз, вид из Москвы

Развилка, вид с Каширского шоссе

Центр посёлка

Развилка ночью

Схема транспорта

В поселке находится МБОУ Развилковская средняя школа с углублённым изучением отдельных предметов (УИОП) (РСШ). Дети большинства жителей Развилки и многих близлежащих населенных пунктов посещают РСШ.
С 2003 года, школа расположена в новом здании, оборудованном по последнему, на момент открытия, слову науки и техники такими спонсорами как ООО «Газпром ВНИИГАЗ» и другими структурами.
До 2003 года, та же школа располагалась в старом здании. После переезда школы, ее здание было отдано профессиональному колледжу. С 2014 года, в старом здании школы расположен профессиональный колледж «Московия».
В посёлке развита городская инфраструктура; работают:
- супермаркеты:
  - «Дикси»,
  - «Пятёрочка»,
  - «Магнит»;
  - «Fix Price»
  - «Вкусвилл»
  - «Чижик»
- аптеки:
  - «Государственный Аптечный Пункт»;
  - 2 аптеки «ГорЗдрав»
- отделение Сбера,
- банкоматы:
  - Росевробанка,
  - банка «Возрождение»,
- многочисленные терминалы электронных платежей,
- а также 3 салона связи.

## Медицина и соцкультбыт
Медицинское обслуживание осуществляют муниципальная амбулатория и частный медицинский центр, а также — ветлечебница. Также имеются:
- 4 детских сада,
- 4 детских центра,
- 6 парикмахерских,
- 2 стадиона и футбольное поле,
- медико-восстановительный центр «Дельфин», с бассейном и спортзалами,
- более 10 небольших продуктовых и промтоварных магазинов,
- рынок,
- несколько платных автостоянок и
- 3 сервиса по ремонту автомобилей.

Работают:
- детская школа искусств,
- дом детского творчества, а также
- ПТУ.

На территории посёлка есть:
- подстанция скорой помощи,
- пожарная часть,
- городское отделение полиции с паспортным столом, а также
- современное почтово-телеграфное отделение «Почта России» 142717, предоставляющее весь спектр услуг связи, в том числе «Киберпочту» и доступ в интернет.

## Организации
На территории Развилки находятся такие организации как:
- ООО «Газпром ВНИИГАЗ»,
- опытный завод «ВНИИГАЗа»,
- АО «Гидроинжстрой»,
- Московский газоперерабатывающий завод

- ЗАО «Газдевайс»,
- ОАО «Стройтрансгаз»,
- «Завод теплотехнического оборудования»,
- ЗАО «Газинком»,
- ООО «Газпром связь».

## СМИ
Выходит газета «Моя Развилка».

## Русская православная церковь
В центре посёлка находится храм во имя святого преподобного Иосифа игумена Волоцкого. При храме работает воскресная школа, занятия которой проводятся в здании «Просветитель». Здесь же размещены: НОУ ЦО «Православный Центр непрерывного образования во имя преподобного Серафима Саровского»; студия развития детского литературного творчества НП «Просветитель»; студия развития детского музыкального творчества НП «Громоглас»; благотворительная некоммерческая организация социальной помощи малоимущим, многодетным семьям и ветеранам локальных войн «Добрый Самаритянин».

## Транспорт
Маршруты ГУП МО «Мострансавто»:
- № 355 ст. метро «Домодедовская» — Слобода (ежедневно с 5:55 до 00:10, интервал 15-60 мин.)
- № 356 ст. метро «Домодедовская» — пос. Развилка, д. 38 (ежедневно с 6:05 до 0:05, интервал 15-40 мин.)
- № 356п ст. метро «Домодедовская» — пос. Развилка (почта) (ежедневно с 6:15 до 22:55, интервал 3-15 мин.)
- № 356к ст. метро «Домодедовская» — Мамоновское кладбище (ежедневно с 8:00 до 16:30, интервал 30-60 мин.)
- № 1228к Люблинская ул., д. 153 — ст. метро «Марьино» — пос. Развилка, д. 38 (ежедневно с 6:30 до 22:00, интервал 10-20 мин.)

## Связь и интернет
Телефонную связь и доступ в интернет по технологии ADSL жителям и организациям Развилки предоставляют:
- ООО «Газпром Телеком»[13],
- ОАО «Ростелеком»,
- ООО «Цифра 1»[14].

Помимо этого, в посёлке работают провайдеры, предоставляющие подключение по Ethernet:
- «Пролинк»[15]
- Vidnoe.net[16]